# 先天与后天
先天与后天（nature versus nurture）是心理学上，争论个人的天生品质（先天）与个人经验（后天）在决定个人心理和行为特性中的重要性或因果关系的问题。以前，当讨论到这个问题时主要是考虑自主行为（主观意愿）与非自主行为（大自然、神等）之间的界限。这种说法是：以自身为中心的，而顺从个人意愿的说法；即宗教或神学。随着科学的发展，舊说法逐渐被抛弃，取而代之的是站在人类的角度上观察此问题。
盡管茱蒂·哈里斯出版的《教養的迷思》一書認為，父母教養對子女發展沒有太大的影響，但一般學界的共識認為，先天與後天的因素，都對心理發展有影響，且在後天因素中，父母教養的影響是不容否認的，父母的教養方式，對子女的將來，無庸置疑地有重要的影響，研究支持教養會對子女的未來，造成強烈的影響，尤其負面的經驗更會對子女的發展造成影響。
有研究顯示，不論是親生父母或領養父母，其教養都可對子女造成影響，像例如在收養研究中，養父母對養子女的教養，一樣會對養子女的將來和福祉造成影響，雖然不同狀況的養子女，會因其先天因素之故，而出現不同的侵略性和心理健康狀況，但養父母對養子女展現愛與關懷，會減少養子女的未來和福祉出現負面結果的可能。；也有研究顯示，養子女的身心狀況會受收養前的因素影響，但養父母對養子女展現特別多的愛與溫暖，對養子女的心理健康發展有正面幫助。另外也有研究顯示，養母的教育水平對養子女的教育水平有些微的影響
另外，所有的家長都有自己的教養方式，根據金貝立·科普科 （页面存档备份，存于）（Kimberly Kopko）的定義，教養方式可以「由兩個層面來定義：控制與溫暖。控制指的是家長對子女行為的管理程度；而溫暖指的是家長對子女行為的接受和回應程度。」

## 語源
先天与后天这一表述最早由弗朗西斯·加尔顿在提到莎士比亚笔下的凯列班（Caliban）时使用。“一个魔鬼，天生的魔鬼，教养也改不过他的天性来”（自《暴风雨》）。
中文當中有很多論及先天和後天的內容，如俗諺有有「江山易改，本性難移」的說法；此外漢人傳統上有許多支持教養影響的說法，如「孟母三遷」的故事；此外，傳統的幼學啟蒙教材《三字經》中也有「養不教，父之過，教不嚴，師之惰」的說法；而北齊顏之推的《顏氏家訓》中，亦有論及教養的內容。

## 先天与后天的定义
虽然“后天”在传统意义上被定义为家长对和孩子的照顾，但是任何环境的（非遗传）因素也应被算入其中，包括：儿时的玩伴、电视节目、与在母亲肚子中经历。事实上，切实存在的环境因素对人类的影响可以从出生前就开始。另外，孩童时期，尤其是早期，会影响整个孩童以后的发展，更泛一些，所有的生活经历都是后天。

## 關於先天與後天討論的歷史
根據司馬遷的《史記》的記載，陳勝在陳勝吳廣起義時，曾說出「王侯將相寧有種乎」這種涉及先天與後天因素的話；在西方，約翰·洛克於1690年所寫的《人類理解論》一書，常常被認為是白板論，也就是「人出生時是一張白紙」這看法的起源，在這本書中，洛克批判笛卡爾關於「人類對上帝的認識是出於本能」的看法。洛克的看法，在其所處的時代，遭受嚴厲的批判，第三代沙夫茨伯里伯爵安東尼·阿什利-柯柏認為，藉由拒絕人出生時有任何本能概念的作法，洛克「將世間一切的美德與秩序都給丟棄」，而這會導致完全的道德相對論。在十九世紀，社會主流的看法與洛克相悖，並傾向於關注「本能」的影響，勒達·科斯米德斯和約翰·托比指出，威廉·詹姆士曾論證說人類比起動物有「更多」而非「更少」的本能，而人類更大的自由是因為人類有「更多」而非「更少」的心理本能所致。
對於道德哲學的討論而言，「本能觀念」或「本能」的問題是有一定的重要性的，十八世紀的哲學認為，作為「本能觀念」的事物，是普世美德的基礎，也是客觀道德的先決條件。在二十世紀，人們的看法有些倒轉，諸如約翰·萊斯利·麥基等一些哲學家認為人類行為的演化起源，說明了世上沒有足以作為道德基礎的事物；而諸如湯瑪斯·內格爾等其他的一些哲學家則認為道德在認知上是能獨立於演化上的考量而依舊有效的論述。

### 二十世紀早期到中期
由於達爾文演化論的成就之故，純粹的遺傳對人的影響成為焦點，因使在二十世紀前期，作為此種狀況回應，人們開始關注環境對人的潛在影響。在這段期間，作為一門研究在生物因素以外文化對人的影響的學問，社會開學開始發展，人類學家法蘭茲·鮑亞士在1911年的書《原始人的思維》（The Mind of Primitive Man）引致了一個在接下了十五年主宰美國人類學的計畫。在此研究中，他發現說在任何給定的族群中，生物因子、語言、物質文化（Material culture）和非物質文化（symbolic culture）等各項因素都是彼此獨立的，這裡面的每一項都是人性的重要向度，而這些向度中，沒有任何一項可以化約為其他的向度。

#### 純粹行為主義
約翰·布羅德斯·華生在1920和30年代建立了純粹行為主義學派，而這學派在接下來的數十年間成為主宰學界的學派。人們常認為，華生認為說任何遺傳都可能有影響的事物，在實際上都為後天因素所主導，而這是因為他常被斷章取義、最後一句通常被省略的名言所致：
給我一打健全的嬰兒，把他們帶到我獨特的世界中，我可以保證，在其中隨機選出一個，訓練成為我所選定的任何類型的人物 – 醫生、律師、藝術家、巨商人，或者乞丐、竊賊，不用考慮他的天賦、傾向、能力，祖先的職業與種族。我承認這超出了事實，但是持相反主張的人已經誇張了數千年。(1930)
在1940到60年代，阿什利·蒙塔古是一個純粹行為主義的主要支持者，他認為遺傳對人的行為毫無影響，他曾說： 
人之所以為人，乃是因其無本能之故，而這是因為構成一個人之一切，及其所成為之一切，都是由其所屬的文化學習和獲取所致……除了嬰兒對突然消失的支持和突如其來的噪音等類本能反應外，人完全沒有本能。
而在1951年，卡爾文·S·霍爾（Calvin S. Hall）指出，將先天與後天二分對立的作法，最終將是徒勞的。
在其於1961年出版的《生於非洲》（African Genesis）和1966年出版的《領域法則》（The Territorial Imperative）這兩本書中，羅伯特·阿德里（Robert Ardrey）主張人類確實有本能，尤其是領域性方面的本能；而德斯蒙德·莫利斯在《裸猿》一書中，也提及類似的看法。在1970年代，學界開始出現組織性反對蒙塔古純粹白板論的聲浪，其中最著名的反對者為艾德華·威爾森，而這可見於他於1979年所出版的《論人性》一書當中。
在近代，學界發展出雙生子研究，藉此以排除對人的影響中，一切可能的遺傳因素。學界常利用這類的研究，將一個族群中出現的某項特質的影響因素，給分為遺傳（先天）和環境（後天）因素，而雙子研究的結果顯示，在很多狀況下，遺傳對於一項特質具有顯著的影響；但在另一方面，這類研究也指出，對於可遺傳的特質，遺傳的影響也並非壓倒性的，而遺傳對一項特質的影響，一般在40%到50%左右，也就是說，先天與後天的爭論，不應當視為「純粹行為主義」和「純粹遺傳論」之間的爭論，而應當將之視為純粹行為主義逐漸被當代主流的「先天與後天因素都對一項特質有重大影響」的說法逐漸取代的過程。唐納德·赫布主張說，面對「先天與後天，哪個對人格特質比較重要？」的問題時，可以藉由反問「長度還是寬度，哪個對三角形比較重要？」來回應。
在1980年代，人類學家唐納德‧布朗（Donald Brown）從數百份源自世界各地的人類學研究中，摘錄出了普世文化通則，他發現了大約150條這樣的通則，並因而得到結論說「普世人性」確實存在，並認為說這些通則指出了普世人性為何。

#### 決定論
在1970至80年代先天與後天的爭論達到最高峰時，這類的爭論往往變成意識形態間的爭論。在1984年出版的《不在我們的基因中：生物、意識形態及人性》（Not in Our Genes: Biology, Ideology and Human Nature）一書中，理查德·李文丁（Richard Lewontin）、史蒂文·羅斯（Steven Peter Russell Rose）和利昂·卡敏三人從馬克思主義的角度指稱「科學是布爾喬亞意識形態的最終背書者……如果遺傳決定論是階級鬥爭的武器，納大學就是武器工廠，而其教師和研究員就是這些武器的工程師、設計者和產品生產工人。」他們藉此將爭論的焦點，給從「可遺傳特質是否存在」這點，給轉移到「在政治與道德上是否該承認這類特質存在」之上，這些作者拒絕這種承認，並要求說不論這類的特質是否存在，在政治和道德的討論上，演化的傾向應該被丟開。

### 1990年代
由於基因科學在1990年代的發展，因此對可遺傳性的研究變得容易，也因此有更多這類的研究出現。在1990年代晚期，隨著壓倒性證據的累積，華生和蒙塔古那種完全否認先天影響的極端白板論，已被否定。
這種修正可見於1990年代晚期面向大眾的暢銷書當中。朱迪斯·里奇·哈里斯在1998年出版的《教養的迷思》一書被史蒂芬·平克認為是一本「將被視為是心理學歷史轉捩點」的書；然而，學界批判說哈里斯將「父母教養影響沒之前想的那麼重要」的說法，給誇大成「父母教養不重要」，換句話說，學界對父母教養的共識是教養依舊很重要，只是沒有過去想的那麼重要。
在2002年，史蒂芬·平克在其所著作的《白板論：當代對人類天性的否認》（The Blank Slate: The Modern Denial of Human Nature）一書中，總結了二十世紀晚期時的狀況，這本書成了一本暢銷書，並讓大眾認知到學界典範在過去數十年中，已從1940到70年代的「人在出生時是一張白紙」的純粹白板論中逐漸改變的事實。
平克指出，對純粹白板論如意識形態教條般的信奉，與20世紀時期另外兩條對人性的教條相關聯，這兩條教條如下：
1. 「高貴野蠻人」，其所指的是人性本善，只是出生後受到不良影響所污染
2. 「機器裡的靈魂」（ghost in the machine），其所指的是人類有著一個在生物體之外能完全獨立做道德判斷的靈魂。

平克指出盡管有證據反對，但這三條教條依舊為人們所抱持了一段相當的時間，這是因為這些教條符合人們的期望，而這些教條之所以符合人們的期望，是因為假若任何人類的特質都完全是由文化決定的，那麼任何不想要的特質（如犯罪和侵略性等）都可藉由純粹的政治文化手段來改造。平克並聚焦於學界對於反對證據過份地壓制的原因，這其中的原因包括了人們對這些證據可能的（不論是想像的或投射的）政治或意識形態後果的恐懼。

## 遺傳度估計
應當要注意的是，「遺傳度」僅僅指稱基因對一項特質在人群間的變異的影響程度，「遺傳度」不能指出一個特定的個人的某項特質受基因或環境影響的程度，而一個人的任何特質，都是基因跟環境這兩者複雜交互的結果。對於個體而言，即使是諸如眼珠顏色等受基因強烈或固定影響的特質，都會在個體發育階段受到諸如溫度範圍、氧氣濃度等環境因子的影響。

## 各種研究
基因、教養及教養外的環境因素對一個人的不同面相會有不同程度的影響，但總體而言，這三者對一個人都有影響。有研究支持教養能對子女造成長期影響的看法，像例如Wright與Jackson在2023年的研究指出，家長能在子女人格特質之外，獨立地對子女造成長期的影響。
在相關研究中，跟父母教養相關的因素常常以「共享環境」（shared environment）表示；而其他的環境因子則常常以「非共享環境」（non-shared environment）表示；然而近期一些觀點認為，教養其實很大一部分是非共享環境因素，而這是因為父母對待不同的子女態度確實有差異所致，雖然父母常認為自己對待每個小孩都是一樣的，但小孩並不這麼認為，而研究也顯示父母對不同子女的態度確實會有差異。

### 人格特質
很多人常把自己行為中好的一面給歸功於父母正確的教養，像是胡適就曾說「如果我學得了一絲一毫好脾氣，如果我學得了一點點待人接物的和氣，如果我能寬恕人，體諒人──我都得感謝我的慈母。」因此雖然這些軼事證據不能當成學術定論，但這也顯示父母教養對子女行為可能確實可以產生正面的影響，因此不能輕易否定教養對子女行為和人格特質的影響，也因此父母教養對子女人格特質是否有影響、有影響的話又有多少影響等，成了一個研究的重點；然而另一方面，研究傾向認為共享環境以外的因素對人格特質有更大的影響，而教養常被歸類為共享環境因素，而這也使得一些人下結論說教養不能影響人格特質；但因為教養是否可以算做共享環境因素這點有爭議、父母教養有可能其實很大一部分是非共享環境因素之故，因此現階段其實並不能否定父母教養對子女人格特質的潛在影響。
人格特質常被認為可遺傳特質的一個例子，而這項特質已受到學界透過行為基因研究的方式在雙胞胎和領養兒童上進行研究。對可遺傳人格特質最著名的系統化組合是在1970年代由保羅·科斯塔（Paul Costa）跟羅伯特·R·麥克雷（Robert R. McCrae）所帶領的研究團隊及華倫·諾曼（Warren Norman）跟劉易斯·戈德堡（Lewis Goldberg）所帶領的研究團隊所提出的，這兩個團隊在人們於一千多個不同的人格向度進行評分後，將這些向度給簡化成五個主個向度的分組，而這個人格特質分組，就是由經驗開放性、盡責性、外向性、親和性跟神經質這五個向度組成的五大人格特質，而研究認為所有人的人格特質都可以以這五個人格向度來描述；而正面人格特質以及諸如快樂程度等與之高度相關的指標，是精神病理學中共病性的一個鏡像；此外，組成五大人格特質的這些人格特質要素在不同文化中都是一致的，且現在已有許多研究顯示了這些特質受遺傳影響的程度。
分開養大的同卵雙胞胎的人格特質，常常遠比隨機選定的兩個陌生人還來得更相似；此外，同卵雙胞胎也比異卵雙胞胎來得更相似；不僅如此，有血緣的兄弟姊妹彼此間人格特質的相似度，遠高過領養的兄弟姊妹。所有的這些研究都顯示，人格特質在一定程度上是遺傳的。一篇聚焦於人格特質受遺傳影響的程度（該篇論文認為人格特質大約有一半受遺傳影響）、涉及了973對雙胞胎以研究主觀幸福感受影響的論文發現說五大人格特質的遺傳模型可解釋其觀察到的現象；然而在另一方面，這些用以檢驗遺傳程度的實驗設計也可檢驗這些特質受環境影響的程度。
領養研究也可直接地測量共享環境因素的效果，領養的兄弟姊妹因為沒有相同的父母之故，因此只共享環境，而不共享遺傳，而多數對領養兄弟姊妹的研究都顯示領養兄弟姊妹在人格特質方面的相似度不超過隨機選擇定的陌生人；換句話說，共享環境因素在成人人格特質方面的影響趨近於零，也就是教養對人格特質可能沒有什麼影響。在人格特質方面，非共享環境因素的效應往往大過共享環境因素，也就是說，一般認為家庭生活等形塑一個人一生的環境因素，其影響可能小於較難確認的非共享因素。一個可能的非共享環境是出生前的子宮環境，而成長過程中基因程序的隨機因素可能是非共享環境因素重要來源。這些研究指出，「教養」可能不是「環境」因素中的主要因素，環境跟身處的情境確實對我們的生活造成影響，但其影響跟我們一般對這些環境因素的反應未必相同，而這是我們都有預設的人格特質，而這預設的特質決定了我們對各種情境會做出什麼樣的反應之故。一個例子是一個生來外向的人，成為囚犯時，會比生來內向的人更不快樂，他們對對監禁的反應也更加負面。:Ch 19行為基因的存在，也透過對異卵雙胞胎的觀察而多少得到證實，分開扶養的異卵雙胞胎，其人格特質的相似性與從小一起長大的異卵雙胞胎差不多。但另一方面，也有研究指出，「教養」可能其實不能列為共享環境因素，因此共享環境因素不能顯示父母教養的影響。
除了遺傳跟父母教養外，其他的環境因素也可能對人格特質造成影響，因此不論共享或非共享，都不能把所有會影響人格特質的環境因素都視為父母教養的一部分。像例如曾有研究顯示說雖然一般而言，會選擇從軍的人，其高中時期的經驗開放性、親和性跟神經質會低於平均，也就是人格特質會影響職業選擇；但反過來環境也會影響人格特質，同樣的研究顯示，曾經從軍的人，其親和性會低於未曾從軍的人，且這差異在五年後依舊存在，即使這些人離開軍隊後就讀大學或加入職場也一樣，也就是說，軍隊的環境同樣會影響人格特質。然而會影響一個人人格特質的經歷，不只是軍隊，其他的經歷也會影響一個人的人格特質。像例如說一個人的大學主修也會反映其人格特質，人格特質也會影響大學主修；但另一方面，也有研究顯示大學主修會影響人格特質，一項研究顯示，大學生的主修會影響大三時學生的人格特質，這也顯示了教養以外的環境會對人格特質造成潛在的影響。
盡管研究顯示共享環境因素對人格特質可能沒有什麼影響，父母教養以外的環境因素也確實可能對人格特質造成影響，這不表示父母的教養對親生子女或養子女及子女的未來沒有任何影響，而現階段依舊有充分的理由認為父母的教養對親生子女及養子女的未來和一生都有重大的影響。有研究指出，養父母對養子女的教養，一樣會對養子女的將來和福祉造成影響，雖然不同狀況的養子女，會因其先天因素之故，而出現不同的侵略性和心理健康狀況，但養父母對養子女展現愛與關懷，會減少養子女的未來和福祉出現負面結果的可能；不僅如此，如上所言，由於父母對待不同子女的態度會有差異之故，因此父母教養可能很大一部分其實是非共享環境因素，換句話說，不能因為共享環境因素對子女人格特質的零影響，而斷定教養不能對子女的人格特質或實際行為產生任何影響。

### 領養研究
如上所言，多數對領養兄弟姊妹的研究都顯示領養兄弟姊妹在人格特質方面的相似度不超過隨機選擇定的陌生人；換句話說，共享環境因素在成人人格特質方面的影響趨近於零，因此在人格特質方面，非共享環境因素的效應往往大過共享環境因素，一些學者因此斷定父母教養對子女缺乏影響；而茱蒂·哈里斯也因此在她出版的《教養的迷思》一書中，以此作為一條理據，做為其父母教養對子女人格特質並無多少影響看法的證據。然而一些近期對領養子女的研究，指出父母教養可能對領養子女一樣有影響。
除了父母教養是否能視為共享環境因素這點有疑慮之外，數份近期的研究顯示，父母教養對養子女一樣能造成影響。像例如Duoblebee在2015年的研究指出，雖然不同狀況的養子女，會因其先天因素之故，而出現不同的侵略性和心理健康狀況，但養父母對養子女展現愛與關懷，會減少養子女的未來和福祉出現負面結果的可能；而Paine在2021年出版的研究，其結果與此類似，Paine的研究顯示，養子女的身心狀況會受收養前的因素影響，但養父母對養子女展現特別多的愛與溫暖，對養子女的心理健康發展有正面幫助。對羅馬尼亞後共產時代孤兒的研究也顯示，盡管相對於未曾被送進孤兒院的兒童，這些兒童各方面的發展依舊較慢，但被送交領養的孤兒，其語言、智商與社會情緒方面都出現改進，他們能出現安全依附，且情緒表達能力也有所進步。
除了上述研究之外，也有研究指出，在心理健康之外，養父母對養子女的將來也可能造成其他影響，像例如Oh在2018年出版的收養研究中，指出養母的教育水平對養子女的教育水平有些微的影響。

### 其他研究
有研究顯示，基因與共享環境因素對飲食習慣都有一定的影響；在這其中，共享環境因素對零食、碳水化合物跟奶類製品的偏好的影響較大，對蔬菜、水果與蛋白質類食物的偏好的影響較小，但依舊有一定的影響；反之基因對蔬菜、水果與蛋白質類食物的偏好的影響較大；而非共享環境因素對任何食物的偏好的影響都相對微小；換句話說，若假定教養是共享環境因素，那麼基因跟父母教養都可能影響一個人的飲食偏好。其他研究則顯示，父母的教養方式對飲食偏好有著關鍵性的影響、父母跟同儕的鼓勵可讓小孩嘗試新的食物，而重複曝露可減少對不喜歡的食物的抗拒。
研究也顯示家庭少於兩個支持性的家長，會增加子女出現偏差行為的可能性；此外有證據顯示，家長的介入會減少有品行障礙子女在未來一到三年因為不良行為被逮捕的機會
羅馬尼亞共產黨時代，因為770法令之故，使得出生率上升，但這也導致大量嬰兒被棄養至孤兒院。而對羅馬尼亞孤兒院兒童的研究顯示，這些兒童的大腦白質與灰質都小於一般兒童。這些兒童也有許多諸如抽動、暴怒、偷竊和自我懲罰等異常行為，其智能與學業成就也較低；而被從孤兒院送交領養的兒童在語言、智商與社會情緒方面都出現改進，他們能出現安全依附，且情緒表達能力也有所進步；但相對於未曾被送進孤兒院的兒童，這些兒童各方面的發展依舊較慢。

## 參看
- 茱蒂·哈里斯，以《教養的迷思》一書論證後天發展不一定僅仰賴早期親子教養的美國心理學研究者。
- 表觀遺傳學
- 气质
- 生物決定論
- 白板 (哲學)

## 延伸閱讀
- Ceci, Stephen J.; Williams, Wendy M. (编). . Malden (MA): Blackwell Publishing. 1999. ISBN 978-0-631-21739-8. （原始内容存档于2017-08-01） 使用|archiveurl=需要含有|url= (帮助). 简明摘要 (29 July 2010).
- Coll, Cynthia Garcia; Bearer, Elaine L.; Lerner, Richard M. (编). . Mahwah (NJ): Lawrence Erlbaum. 2004  [2018-02-16]. ISBN 978-0-8058-4387-3. （原始内容存档于2012-03-05）. 简明摘要 (21 November 2010).
- Rutter, Michael. . Malden (MA): Wiley-Blackwell. 2006  [2018-02-16]. ISBN 978-1-4051-1061-7. （原始内容存档于2011-02-01）. 简明摘要 (3 September 2010).
- Goldhaber, Dale. . Cambridge University Press. 9 July 2012  [24 November 2013]. ISBN 978-0-521-14879-5. （原始内容存档于2019-05-12）. 简明摘要 (24 November 2013).
- Keller, Evelyn Fox. . Duke University Press. 21 May 2010  [2018-02-16]. ISBN 978-0-8223-4731-6. （原始内容存档于2017-05-10）. 简明摘要 (12 November 2013).